# Aphyolebias boticarioi
Aphyolebias boticarioi és una espècie de peix de la família dels rivúlids i de l'ordre dels ciprinodontiformes.

## Distribució geogràfica
Es troba a Sud-amèrica: Brasil (riu Amazones).